# ドイツグランプリ
ドイツグランプリ（ドイツGP, 英: German Grand Prix, 独: Grosser Preis von Deutschland）は、ドイツで1926年以降断続的に行われている自動車レース。1951年以降はF1世界選手権の1戦となっている。
東西ドイツ統合以前に開催されたレースについては西ドイツグランプリと呼ばれることもある。また、ドイツ国内で行われたドイツグランプリ以外の名称をもつF1レースも本項目で記述する。

## 概要
1926年にアヴスで初開催。1920年にオープンしたサーキットで、左ヘアピンカーブと、緩い右カーブの直後に設置された43度左バンクカーブを、それぞれ4km近いストレートで結んだだけという超高速レイアウトである。全長も8.300kmと非常に長く、ヨーロッパには珍しい左回りのサーキットである。
1927年からは新設されたニュルブルクリンク北コース（ノルドシュライフェ）に舞台を移し、アヴスで開催された1959年と、ホッケンハイムで開催された1970年以外は全てニュルブルクリンクで開催されていた。「グリーン・ヘル」と呼ばれる山間部の難コースでは幾多の名レースが生まれたが、1976年にニキ・ラウダが瀕死の怪我を負う大クラッシュを起こしたため、翌1977年よりホッケンハイムにて開催されるようになった。1985年には前年ヨーロッパグランプリで使用されたニュルブリクリンクGPコースにて開催されたが、これ以降2006年まで毎年ホッケンハイムで開催された。
このホッケンハイムは超高速サーキットとしてF1を開催するようになったが、抜きどころがなくあまりにも退屈なレイアウトでありスピードが出すぎるため、1982年に3個のシケインが設置された。それでも依然として高速サーキットとしての特色は失われず、1990年頃にはドイツグランプリの直前に開催されるフランス（ポール・リカール）、イギリス（シルバーストーン）と高速サーキットのレースが続く夏場のラウンドを形成した。フジテレビでF1中継の実況担当であった古舘伊知郎はこれらを「夏の高速サーキット3連戦」と呼んでいた。
しかしこのホッケンハイムも1990年代後半に入ると、速度抑制と安全性確保の観点からシケインが増設・改修され始め、高速サーキットとしての特色は徐々に失われ始めた。そして2002年からは、セパンや上海などを設計したヘルマン・ティルケの設計により、スタジアム・セクション側を中心とした中低速サーキットに改修されている。
F1では長らくドイツ人のトップドライバーがいなかったこともあり、ドイツ人の勝者がいなかったが、1995年にベネトン・ルノーのミハエル・シューマッハがドイツ人として初勝利をあげている。シューマッハ兄弟やその他の地元ドライバー達の活躍により国内での関心度が高まり、観客動員数も増加した。
2007年からはニュルブルクリンクとホッケンハイムの隔年開催となり、当初、2007年のドイツでの開催は「ドイツGP」の名が冠される予定であったが、その後「ヨーロッパGP」へと名称が変更された。これはホッケンハイム側が「ドイツGP」の開催権を保有していたためである。よって記録上、1960年以来47年振りにF1の「ドイツGP」が開催されない年となった。なお、この問題は後に解決し、2009年のニュルブルクリンクではドイツGPの名で開催され、以後2014年まで隔年開催は続いた。
2015年は本来ならばニュルブルクリンクで開催される年であったが、同サーキットの財政難のため交渉不成立、ホッケンハイムも開催を断念したため、中止となった。これにより、1961年以来継続されていたドイツでのF1開催が消滅した。2016年と2018年はホッケンハイムで開催されたが、2017年はホッケンハイムとバーニー・エクレストンとの交渉が決裂したため、開催カレンダーから外された。2019年以降の開催契約は結ばれておらず、ホッケンハイムの他、ニュルブルクリンクでの開催復活やベルリン市街地での開催も模索されたものの、2019年の開催を一度は断念した。しかし、メルセデス・ベンツのサポートを受けることにより、2019年もホッケンハイムでの開催が決定した。2020年以降についてもリバティメディアと交渉を行ったが、2020年のカレンダーから脱落した。
ところが、2020年に入ると新型コロナウイルス感染症の拡大により開催できなくなったレースが多数発生し、その過程で前年開催されたホッケンハイムでの開催が検討され、ニュルブルクリンクも潜在的な候補として浮上した。最終的にホッケンハイム側は開催を断念したものの、2020年シーズン第11戦に「アイフェルグランプリ」の名称てニュルブルクリンクでの開催が決定し、結果的に2020年もドイツでのF1開催が行われる形となった。
だが、2021年以降のF1カレンダーにおいて、ドイツでのF1開催は記載されない状況が続いており、ドイツGPとしての開催は2019年が、ドイツ国内でのF1開催は2020年が最後となっている。

## 主な出来事
- 1935年 - ナチス・ドイツの威信を背負ったメルセデスとアウトウニオンの強力なGPカーに対して、アルファロメオのタツィオ・ヌヴォラーリがマシンの性能差を克服して優勝。
- 1953年 - 当時の日本の皇太子で、自動車運転の愛好家としても知られる明仁親王が欧州外遊の途中で観戦に訪問。優勝者のジュゼッペ・ファリーナ（フェラーリ）の勝利を称え、表彰式で握手を交した。成績で表彰されたことを考慮しないで言えば、これが「初めてF1の表彰台に上がった日本人」という記録になる。またこの観戦の際に、「競馬より面白い」と発言している。
- 1957年 - ピット作業で遅れたマセラティのファン・マヌエル・ファンジオが猛烈な追い上げを行い、最終盤にフェラーリ勢を逆転して優勝した。この名ドライブがF1での最後の勝利となった。
- 1959年 - アヴス開催で優勝したトニー・ブルックスはレース平均速度230.686km/hを記録し、当時の最高速記録を更新した。この記録が破られたのは8年後の1967年のベルギーグランプリであるが、エンジンの規定排気量が2割も大きくなった[注釈 4]あとであり、驚嘆すべきことである。なお、最初から2ヒート制として開催された唯一のレースである。
- 1967年 - F1とF2の混走が認められていた当時、ジャッキー・イクスはマトラのF2マシンで総合3位の予選タイムを記録して脚光を浴びた。
- 1968年 - 霧と雨に包まれたニュルブルクリンクで優勝したジャッキー・スチュワートは、2位のマシンに対して4分以上の大差をつけた[14]。
- 1976年 - 2年連続チャンピオンを目指していたフェラーリのニキ・ラウダがクラッシュし、マシンが炎上。頭部の火傷と煙を吸った呼吸器系のダメージにより、一時生死の淵をさまよった。この事故により、ニュルブルクリンク北コースでの開催はこの年をもって終了となった。
- 1982年 - 雨天のフリー走行中、フェラーリのディディエ・ピローニがアラン・プロストのマシンに追突。脚に深刻な怪我を負い、4輪レーサーとしてキャリアを絶たれた。決勝ではトップ走行中のネルソン・ピケが周回遅れのエリセオ・サラザールと接触してリタイアし、激昂したピケはサラザールにパンチを見舞った。
- 1994年 - ゲルハルト・ベルガーがポール・トゥ・ウィンで優勝し、フェラーリに4年ぶりの勝利をもたらした。片山右京は予選5位からスタートし、リタイアするまで3位を走行した。また、ベネトンのピットで給油作業中に火災事故が発生し、ヨス・フェルスタッペンのマシンが炎に包まれた。
- 1997年 - ベネトンのベルガーが再びポール・トゥ・ウィンを達成し、現役最後の優勝を果たした。のちにルノーに買収されるベネトンにとっても最後の勝利となった。
- 2000年 - レース中にメルセデスを解雇された元従業員がコースに侵入。さらに通り雨が降るなど、混乱したレースをルーベンス・バリチェロが制した。この時点でバリチェロのF1キャリアは125戦目であり、当時の最も遅いF1初優勝記録を作った。
- 2001年 - ウィリアムズのラルフ・シューマッハが優勝し、兄ミハエルと共に兄弟での母国GP制覇という快挙を達成。
- 2009年 - レッドブルのマーク・ウェバーが上述のバリチェロの記録をさらに更新する当時F1史上最も遅い132戦目で初優勝を飾る[注釈 5][16]。
- 2010年 - ワン・ツー・フィニッシュしたフェラーリにおいて、フェリペ・マッサがフェルナンド・アロンソに勝利を譲ったというチームオーダー騒動が発生し、フェラーリは罰金を科せられた[17]。
- 2013年 - ピット作業ミスによりレッドブルのウェバーのマシンから右後輪タイヤが外れカメラクルーを直撃。命に別状はなかったものの、肋骨2本と鎖骨を骨折するなどの重傷を負った。これによりレッドブルは罰金を科せられた[18]。
- 2014年 - ニコ・ロズベルグが母国グランプリを制し、メルセデスは1954年以来60年ぶりの母国グランプリ優勝を果たした。
- 2018年 - ポールポジションのセバスチャン・ベッテルはレース後半から降り出した雨でクラッシュして母国グランプリ優勝を逃した一方、予選のマシントラブルで14番グリッドからスタートしたルイス・ハミルトンが逆転優勝を飾り、メルセデスがF1では初めてホームグランプリでのワン・ツー・フィニッシュを果たした。なお、F1世界選手権制定以前のレースを含めると1938年以来80年ぶりとなる。
- 2019年 - 雨に見舞われた大波乱のレースをマックス・フェルスタッペンが制した。予選でのマシントラブルにより最後尾グリッドからスタートしたベッテルが2位まで追い上げた一方、メルセデス勢はハミルトンが9位（入賞圏外の11位でフィニッシュしたが、アルファロメオ勢のペナルティにより繰り上がり）、バルテリ・ボッタスはアクシデントでリタイアに終わった。

## 過去の結果と開催サーキット
- ピンク地はF1世界選手権以外で開催された年。
- クリーム地は第二次世界大戦前に行われていたヨーロッパ・ドライバーズ選手権[注釈 6]の一戦として開催された年。ラウンドの数字は同選手権のもの。

### 第二次世界大戦前 (1926年-1939年)
1927年-1929年はスポーツカーレースとして開催された。1940年-1949年は第二次世界大戦とその影響により開催されなかった。
| 年   | 決勝日     | ラウンド   | サーキット                       | 勝者                                              | コンストラクター   | 結果       |
| ---- | ---------- | ---------- | -------------------------------- | ------------------------------------------------- | ------------------ | ---------- |
| 1926 | 7月11日    | 非選手権   | アヴス                           | ルドルフ・カラツィオラ                            | メルセデス・ベンツ | 詳細       |
| 1927 | 7月17日    | 非選手権   | ニュルブルクリンク（フルコース） | オットー・メルツ                                  | メルセデス・ベンツ | 詳細       |
| 1928 | 7月15日    | 非選手権   | ニュルブルクリンク（フルコース） | ルドルフ・カラツィオラ クリスティアン・ヴェルナー | メルセデス・ベンツ | 詳細       |
| 1929 | 7月14日    | 非選手権   | ニュルブルクリンク（フルコース） | ルイ・シロン                                      | ブガッティ         | 詳細       |
| 1930 | 開催されず | 開催されず | 開催されず                       | 開催されず                                        | 開催されず         | 開催されず |
| 1931 | 7月19日    | 非選手権   | ニュルブルクリンク（北コース）   | ルドルフ・カラツィオラ                            | メルセデス・ベンツ | 詳細       |
| 1932 | 7月17日    | 3          | ニュルブルクリンク（北コース）   | ルドルフ・カラツィオラ                            | アルファロメオ     | 詳細       |
| 1933 | 開催されず | 開催されず | 開催されず                       | 開催されず                                        | 開催されず         | 開催されず |
| 1934 | 7月15日    | 非選手権   | ニュルブルクリンク（北コース）   | ハンス・スタック                                  | アウトウニオン     | 詳細       |
| 1935 | 7月28日    | 4          | ニュルブルクリンク（北コース）   | タツィオ・ヌヴォラーリ                            | アルファロメオ     | 詳細       |
| 1936 | 7月26日    | 2          | ニュルブルクリンク（北コース）   | ベルント・ローゼマイヤー                          | アウトウニオン     | 詳細       |
| 1937 | 7月25日    | 2          | ニュルブルクリンク（北コース）   | ルドルフ・カラツィオラ                            | メルセデス・ベンツ | 詳細       |
| 1938 | 7月24日    | 2          | ニュルブルクリンク（北コース）   | リチャード・シーマン                              | メルセデス・ベンツ | 詳細       |
| 1939 | 7月23日    | 3          | ニュルブルクリンク（北コース）   | ルドルフ・カラツィオラ                            | メルセデス・ベンツ | 詳細       |

### 第二次世界大戦後 (1950年-2020年)
戦後初開催となった1950年と1960年はF2レースとして開催された。
| 年   | 決勝日                                                         | ラウンド                                                       | サーキット                                                     | 勝者                                                           | コンストラクター （括弧内はノンワークスチーム）                | 結果                                                           |                                                                |
| ---- | -------------------------------------------------------------- | -------------------------------------------------------------- | -------------------------------------------------------------- | -------------------------------------------------------------- | -------------------------------------------------------------- | -------------------------------------------------------------- | -------------------------------------------------------------- |
| 1950 | 8月20日                                                        | 非選手権                                                       | ニュルブルクリンク（北コース）                                 | アルベルト・アスカリ                                           | フェラーリ                                                     | 詳細                                                           |                                                                |
| 1951 | 7月29日                                                        | 6                                                              | ニュルブルクリンク（北コース）                                 | アルベルト・アスカリ                                           | フェラーリ                                                     | 詳細                                                           |                                                                |
| 1952 | 8月03日                                                        | 6                                                              | ニュルブルクリンク（北コース）                                 | アルベルト・アスカリ                                           | フェラーリ                                                     | 詳細                                                           |                                                                |
| 1953 | 8月02日                                                        | 7                                                              | ニュルブルクリンク（北コース）                                 | ジュゼッペ・ファリーナ                                         | フェラーリ                                                     | 詳細                                                           |                                                                |
| 1954 | 8月01日                                                        | 6                                                              | ニュルブルクリンク（北コース）                                 | ファン・マヌエル・ファンジオ                                   | メルセデス                                                     | 詳細                                                           |                                                                |
| 1955 | ル・マン24時間レースの大惨事の影響により中止                   | ル・マン24時間レースの大惨事の影響により中止                   | ル・マン24時間レースの大惨事の影響により中止                   | ル・マン24時間レースの大惨事の影響により中止                   | ル・マン24時間レースの大惨事の影響により中止                   | ル・マン24時間レースの大惨事の影響により中止                   | ル・マン24時間レースの大惨事の影響により中止                   |
| 1956 | 8月05日                                                        | 7                                                              | ニュルブルクリンク（北コース）                                 | ファン・マヌエル・ファンジオ                                   | フェラーリ                                                     | 詳細                                                           |                                                                |
| 1957 | 8月04日                                                        | 6                                                              | ニュルブルクリンク（北コース）                                 | ファン・マヌエル・ファンジオ                                   | マセラティ                                                     | 詳細                                                           |                                                                |
| 1958 | 8月03日                                                        | 8                                                              | ニュルブルクリンク（北コース）                                 | トニー・ブルックス                                             | ヴァンウォール                                                 | 詳細                                                           |                                                                |
| 1959 | 8月02日                                                        | 6                                                              | アヴス                                                         | トニー・ブルックス                                             | フェラーリ                                                     | 詳細                                                           |                                                                |
| 1960 | 7月31日                                                        | 非選手権                                                       | ニュルブルクリンク（南コース）                                 | ヨアキム・ボニエ                                               | ポルシェ                                                       | 詳細                                                           |                                                                |
| 1961 | 8月06日                                                        | 6                                                              | ニュルブルクリンク（北コース）                                 | スターリング・モス                                             | ロータス-クライマックス （ロブ・ウォーカー）                   | 詳細                                                           |                                                                |
| 1962 | 8月05日                                                        | 6                                                              | ニュルブルクリンク（北コース）                                 | グラハム・ヒル                                                 | BRM                                                            | 詳細                                                           |                                                                |
| 1963 | 8月04日                                                        | 6                                                              | ニュルブルクリンク（北コース）                                 | ジョン・サーティース                                           | フェラーリ                                                     | 詳細                                                           |                                                                |
| 1964 | 8月02日                                                        | 6                                                              | ニュルブルクリンク（北コース）                                 | ジョン・サーティース                                           | フェラーリ                                                     | 詳細                                                           |                                                                |
| 1965 | 8月01日                                                        | 7                                                              | ニュルブルクリンク（北コース）                                 | ジム・クラーク                                                 | ロータス-クライマックス                                        | 詳細                                                           |                                                                |
| 1966 | 8月07日                                                        | 6                                                              | ニュルブルクリンク（北コース）                                 | ジャック・ブラバム                                             | ブラバム-レプコ                                                | 詳細                                                           |                                                                |
| 1967 | 8月06日                                                        | 7                                                              | ニュルブルクリンク（北コース）                                 | デニス・ハルム                                                 | ブラバム-レプコ                                                | 詳細                                                           |                                                                |
| 1968 | 8月04日                                                        | 8                                                              | ニュルブルクリンク（北コース）                                 | ジャッキー・スチュワート                                       | マトラ-フォード （マトラ・インターナショナル）                 | 詳細                                                           |                                                                |
| 1969 | 8月03日                                                        | 7                                                              | ニュルブルクリンク（北コース）                                 | ジャッキー・イクス                                             | ブラバム-フォード                                              | 詳細                                                           |                                                                |
| 1970 | 8月02日                                                        | 8                                                              | ホッケンハイム                                                 | ヨッヘン・リント                                               | ロータス-フォード                                              | 詳細                                                           |                                                                |
| 1971 | 8月01日                                                        | 7                                                              | ニュルブルクリンク（北コース）                                 | ジャッキー・スチュワート                                       | ティレル-フォード                                              | 詳細                                                           |                                                                |
| 1972 | 7月30日                                                        | 8                                                              | ニュルブルクリンク（北コース）                                 | ジャッキー・イクス                                             | フェラーリ                                                     | 詳細                                                           |                                                                |
| 1973 | 8月05日                                                        | 11                                                             | ニュルブルクリンク（北コース）                                 | ジャッキー・スチュワート                                       | ティレル-フォード                                              | 詳細                                                           |                                                                |
| 1974 | 8月04日                                                        | 11                                                             | ニュルブルクリンク（北コース）                                 | クレイ・レガツォーニ                                           | フェラーリ                                                     | 詳細                                                           |                                                                |
| 1975 | 8月03日                                                        | 11                                                             | ニュルブルクリンク（北コース）                                 | カルロス・ロイテマン                                           | ブラバム-フォード                                              | 詳細                                                           |                                                                |
| 1976 | 8月01日                                                        | 10                                                             | ニュルブルクリンク（北コース）                                 | ジェームス・ハント                                             | マクラーレン-フォード                                          | 詳細                                                           |                                                                |
| 1977 | 7月31日                                                        | 11                                                             | ホッケンハイム                                                 | ニキ・ラウダ                                                   | フェラーリ                                                     | 詳細                                                           |                                                                |
| 1978 | 7月30日                                                        | 11                                                             | ホッケンハイム                                                 | マリオ・アンドレッティ                                         | ロータス-フォード                                              | 詳細                                                           |                                                                |
| 1979 | 7月29日                                                        | 10                                                             | ホッケンハイム                                                 | アラン・ジョーンズ                                             | ウィリアムズ-フォード                                          | 詳細                                                           |                                                                |
| 1980 | 8月10日                                                        | 9                                                              | ホッケンハイム                                                 | ジャック・ラフィット                                           | リジェ-フォード                                                | 詳細                                                           |                                                                |
| 1981 | 8月02日                                                        | 10                                                             | ホッケンハイム                                                 | ネルソン・ピケ                                                 | ブラバム-フォード                                              | 詳細                                                           |                                                                |
| 1982 | 8月08日                                                        | 11                                                             | ホッケンハイム                                                 | パトリック・タンベイ                                           | フェラーリ                                                     | 詳細                                                           |                                                                |
| 1983 | 8月07日                                                        | 10                                                             | ホッケンハイム                                                 | ルネ・アルヌー                                                 | フェラーリ                                                     | 詳細                                                           |                                                                |
| 1984 | 8月05日                                                        | 11                                                             | ホッケンハイム                                                 | アラン・プロスト                                               | マクラーレン-TAG                                               | 詳細                                                           |                                                                |
| 1985 | 8月04日                                                        | 9                                                              | ニュルブルクリンク（GPコース）                                 | ミケーレ・アルボレート                                         | フェラーリ                                                     | 詳細                                                           |                                                                |
| 1986 | 7月27日                                                        | 10                                                             | ホッケンハイム                                                 | ネルソン・ピケ                                                 | ウィリアムズ-ホンダ                                            | 詳細                                                           |                                                                |
| 1987 | 7月26日                                                        | 8                                                              | ホッケンハイム                                                 | ネルソン・ピケ                                                 | ウィリアムズ-ホンダ                                            | 詳細                                                           |                                                                |
| 1988 | 7月24日                                                        | 9                                                              | ホッケンハイム                                                 | アイルトン・セナ                                               | マクラーレン-ホンダ                                            | 詳細                                                           |                                                                |
| 1989 | 7月30日                                                        | 9                                                              | ホッケンハイム                                                 | アイルトン・セナ                                               | マクラーレン-ホンダ                                            | 詳細                                                           |                                                                |
| 1990 | 7月29日                                                        | 9                                                              | ホッケンハイム                                                 | アイルトン・セナ                                               | マクラーレン-ホンダ                                            | 詳細                                                           |                                                                |
| 1991 | 7月28日                                                        | 9                                                              | ホッケンハイム                                                 | ナイジェル・マンセル                                           | ウィリアムズ-ルノー                                            | 詳細                                                           |                                                                |
| 1992 | 7月26日                                                        | 10                                                             | ホッケンハイム                                                 | ナイジェル・マンセル                                           | ウィリアムズ-ルノー                                            | 詳細                                                           |                                                                |
| 1993 | 7月25日                                                        | 10                                                             | ホッケンハイム                                                 | アラン・プロスト                                               | ウィリアムズ-ルノー                                            | 詳細                                                           |                                                                |
| 1994 | 7月31日                                                        | 9                                                              | ホッケンハイム                                                 | ゲルハルト・ベルガー                                           | フェラーリ                                                     | 詳細                                                           |                                                                |
| 1995 | 7月30日                                                        | 9                                                              | ホッケンハイム                                                 | ミハエル・シューマッハ                                         | ベネトン-ルノー                                                | 詳細                                                           |                                                                |
| 1996 | 7月28日                                                        | 11                                                             | ホッケンハイム                                                 | デイモン・ヒル                                                 | ウィリアムズ-ルノー                                            | 詳細                                                           |                                                                |
| 1997 | 7月27日                                                        | 10                                                             | ホッケンハイム                                                 | ゲルハルト・ベルガー                                           | ベネトン-ルノー                                                | 詳細                                                           |                                                                |
| 1998 | 8月02日                                                        | 11                                                             | ホッケンハイム                                                 | ミカ・ハッキネン                                               | マクラーレン-メルセデス                                        | 詳細                                                           |                                                                |
| 1999 | 8月01日                                                        | 10                                                             | ホッケンハイム                                                 | エディ・アーバイン                                             | フェラーリ                                                     | 詳細                                                           |                                                                |
| 2000 | 7月30日                                                        | 11                                                             | ホッケンハイム                                                 | ルーベンス・バリチェロ                                         | フェラーリ                                                     | 詳細                                                           |                                                                |
| 2001 | 7月29日                                                        | 12                                                             | ホッケンハイム                                                 | ラルフ・シューマッハ                                           | ウィリアムズ-BMW                                               | 詳細                                                           |                                                                |
| 2002 | 7月28日                                                        | 12                                                             | ホッケンハイム                                                 | ミハエル・シューマッハ                                         | フェラーリ                                                     | 詳細                                                           |                                                                |
| 2003 | 8月03日                                                        | 12                                                             | ホッケンハイム                                                 | ファン・パブロ・モントーヤ                                     | ウィリアムズ-BMW                                               | 詳細                                                           |                                                                |
| 2004 | 7月25日                                                        | 12                                                             | ホッケンハイム                                                 | ミハエル・シューマッハ                                         | フェラーリ                                                     | 詳細                                                           |                                                                |
| 2005 | 7月24日                                                        | 12                                                             | ホッケンハイム                                                 | フェルナンド・アロンソ                                         | ルノー                                                         | 詳細                                                           |                                                                |
| 2006 | 7月30日                                                        | 12                                                             | ホッケンハイム                                                 | ミハエル・シューマッハ                                         | フェラーリ                                                     | 詳細                                                           |                                                                |
| 2007 | 中止(ヨーロッパグランプリとしてニュルブルクリンクで開催)       | 中止(ヨーロッパグランプリとしてニュルブルクリンクで開催)       | 中止(ヨーロッパグランプリとしてニュルブルクリンクで開催)       | 中止(ヨーロッパグランプリとしてニュルブルクリンクで開催)       | 中止(ヨーロッパグランプリとしてニュルブルクリンクで開催)       | 中止(ヨーロッパグランプリとしてニュルブルクリンクで開催)       | 中止(ヨーロッパグランプリとしてニュルブルクリンクで開催)       |
| 2008 | 7月20日                                                        | 10                                                             | ホッケンハイム                                                 | ルイス・ハミルトン                                             | マクラーレン-メルセデス                                        | 詳細                                                           |                                                                |
| 2009 | 7月12日                                                        | 9                                                              | ニュルブルクリンク（GPコース）                                 | マーク・ウェバー                                               | レッドブル-ルノー                                              | 詳細                                                           |                                                                |
| 2010 | 7月25日                                                        | 11                                                             | ホッケンハイム                                                 | フェルナンド・アロンソ                                         | フェラーリ                                                     | 詳細                                                           |                                                                |
| 2011 | 7月24日                                                        | 10                                                             | ニュルブルクリンク（GPコース）                                 | ルイス・ハミルトン                                             | マクラーレン-メルセデス                                        | 詳細                                                           |                                                                |
| 2012 | 7月22日                                                        | 10                                                             | ホッケンハイム                                                 | フェルナンド・アロンソ                                         | フェラーリ                                                     | 詳細                                                           |                                                                |
| 2013 | 7月07日                                                        | 9                                                              | ニュルブルクリンク（GPコース）                                 | セバスチャン・ベッテル                                         | レッドブル-ルノー                                              | 詳細                                                           |                                                                |
| 2014 | 7月20日                                                        | 10                                                             | ホッケンハイム                                                 | ニコ・ロズベルグ                                               | メルセデス                                                     | 詳細                                                           |                                                                |
| 2015 | 開催されず                                                     | 開催されず                                                     | 開催されず                                                     | 開催されず                                                     | 開催されず                                                     | 開催されず                                                     | 開催されず                                                     |
| 2016 | 7月31日                                                        | 12                                                             | ホッケンハイム                                                 | ルイス・ハミルトン                                             | メルセデス                                                     | 詳細                                                           |                                                                |
| 2017 | 開催されず                                                     | 開催されず                                                     | 開催されず                                                     | 開催されず                                                     | 開催されず                                                     | 開催されず                                                     | 開催されず                                                     |
| 2018 | 7月22日                                                        | 11                                                             | ホッケンハイム                                                 | ルイス・ハミルトン                                             | メルセデス                                                     | 詳細                                                           |                                                                |
| 2019 | 7月28日                                                        | 11                                                             | ホッケンハイム                                                 | マックス・フェルスタッペン                                     | レッドブル-ホンダ                                              | 詳細                                                           |                                                                |
| 2020 | 開催されず(アイフェルグランプリとしてニュルブルクリンクで開催) | 開催されず(アイフェルグランプリとしてニュルブルクリンクで開催) | 開催されず(アイフェルグランプリとしてニュルブルクリンクで開催) | 開催されず(アイフェルグランプリとしてニュルブルクリンクで開催) | 開催されず(アイフェルグランプリとしてニュルブルクリンクで開催) | 開催されず(アイフェルグランプリとしてニュルブルクリンクで開催) | 開催されず(アイフェルグランプリとしてニュルブルクリンクで開催) |

### 過去の開催サーキット

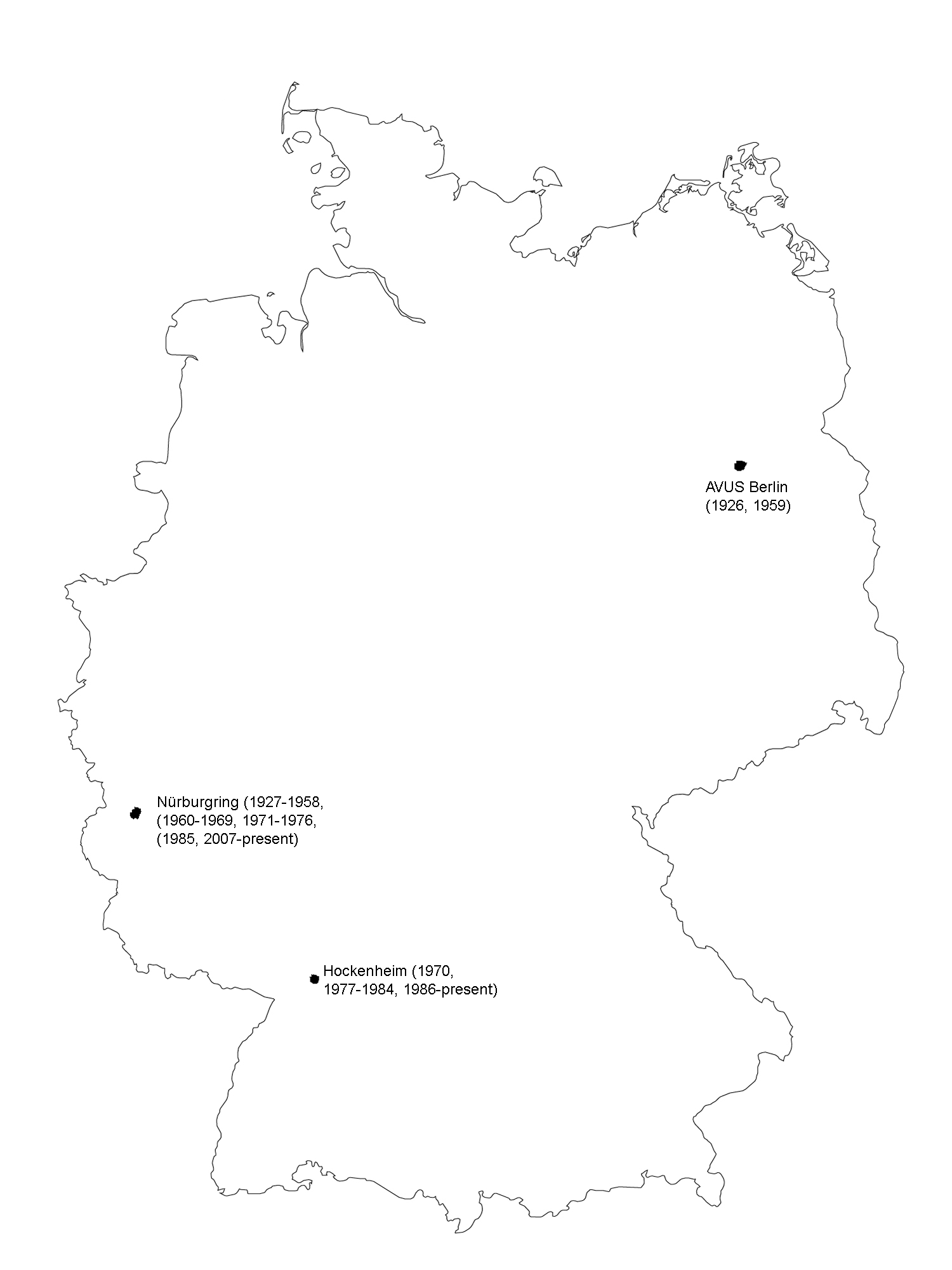
ドイツGPが開催されたサーキット

アヴス (1926, 1959)[注釈 8]
ニュルブルクリンク（フルコース）(1927-1929）
ニュルブルクリンク（北コース） (1931-1932, 1934-1939, 1950-1954, 1956-1958, 1961-1966）
ニュルブルクリンク（南コース） (1960)
ニュルブルクリンク（北コース） (1967-1969, 1971-1976)
ホッケンハイム (1970, 1977-1981)
ホッケンハイム (1982-1991)
ニュルブルクリンク（GPコース） (1985)
ホッケンハイム (1992-2001)
ホッケンハイム (2002-2006, 2008, 2010, 2012, 2014, 2016, 2018-2019)
ニュルブルクリンク（GPコース） (2009, 2011, 2013)

## 優勝回数
複数回勝利を挙げた者のみ対象とする。

### ドライバー
| 回数 | ドライバー                   | 優勝年                             |
| ---- | ---------------------------- | ---------------------------------- |
| 6    | / ルドルフ・カラツィオラ     | 1926, 1928, 1931, 1932, 1937, 1939 |
| 4    | ミハエル・シューマッハ       | 1995, 2002, 2004, 2006             |
| 4    | ルイス・ハミルトン           | 2008, 2011, 2016, 2018             |
| 3    | アルベルト・アスカリ         | 1950, 1951, 1952                   |
| 3    | ファン・マヌエル・ファンジオ | 1954, 1956, 1957                   |
| 3    | ジャッキー・スチュワート     | 1968, 1971, 1973                   |
| 3    | ネルソン・ピケ               | 1981, 1986, 1987                   |
| 3    | アイルトン・セナ             | 1988, 1989, 1990                   |
| 3    | フェルナンド・アロンソ       | 2005, 2010, 2012                   |
| 2    | トニー・ブルックス           | 1958, 1959                         |
| 2    | ジョン・サーティース         | 1963, 1964                         |
| 2    | ジャッキー・イクス           | 1969, 1972                         |
| 2    | ナイジェル・マンセル         | 1991, 1992                         |
| 2    | アラン・プロスト             | 1984, 1993                         |
| 2    | ゲルハルト・ベルガー         | 1994, 1997                         |

- 太字は2025年のF1世界選手権に参戦中のドライバー。
- ピンク地はF1世界選手権以外で開催された年。
- クリーム地は第二次世界大戦前に行われていたヨーロッパ・ドライバーズ選手権[注釈 6]の一戦として開催された年。

### コンストラクター
| 回数 | コンストラクター | 優勝年 |
| ---- | ---------------- | --- |
| 22   | フェラーリ       | 1950, 1951, 1952, 1953, 1956, 1959, 1963, 1964, 1972, 1974, 1977, 1982, 1983, 1985, 1994, 1999, 2000, 2002, 2004, 2006, 2010, 2012 |
| 11   | メルセデス       | 1926, 1927, 1928, 1931, 1937, 1938, 1939, 1954, 2014, 2016, 2018                                                                   |
| 9    | ウィリアムズ     | 1979, 1986, 1987, 1991, 1992, 1993, 1996, 2001, 2003                                                                               |
| 8    | マクラーレン     | 1976, 1984, 1988, 1989, 1990, 1998, 2008, 2011                                                                                     |
| 5    | ブラバム         | 1966, 1967, 1969, 1975, 1981 |
| 4    | ロータス         | 1961, 1965, 1970, 1978 |
| 3    | レッドブル       | 2009, 2013, 2019 |
| 2    | アルファロメオ   | 1932, 1935 |
| 2    | アウトウニオン   | 1934, 1936 |
| 2    | ティレル         | 1971, 1973 |
| 2    | / ベネトン       | 1995, 1997 |

- 太字は2025年のF1世界選手権に参戦中のコンストラクター。
- ピンク地はF1世界選手権以外で開催された年。
- クリーム地は第二次世界大戦前に行われていたヨーロッパ・ドライバーズ選手権[注釈 6]の一戦として開催された年。

1. ↑  1986年から1995年はイギリス国籍、1996年から2001年はイタリア国籍。

### エンジン
| 回数 | メーカー       | 優勝年 |
| ---- | -------------- | --- |
| 22   | フェラーリ     | 1950, 1951, 1952, 1953, 1956, 1959, 1963, 1964, 1972, 1974, 1977, 1982, 1983, 1985, 1994, 1999, 2000, 2002, 2004, 2006, 2010, 2012 |
| 14   | メルセデス     | 1926, 1927, 1928, 1931, 1937, 1938, 1939, 1954, 1998, 2008, 2011, 2014, 2016, 2018                                                 |
| 11   | フォード       | 1968, 1969, 1970, 1971, 1973, 1975, 1976, 1978, 1979, 1980, 1981                                                                   |
| 9    | ルノー         | 1991, 1992, 1993, 1995, 1996, 1997, 2005, 2009, 2013                                                                               |
| 6    | ホンダ         | 1986, 1987, 1988, 1989, 1990, 2019                                                                                                 |
| 2    | アルファロメオ | 1932, 1935 |
| 2    | アウトウニオン | 1934, 1936 |
| 2    | クライマックス | 1961, 1965 |
| 2    | レプコ         | 1966, 1967 |
| 2    | BMW            | 2001, 2003 |

- 太字は2025年のF1世界選手権に参戦中のメーカー。
- ピンク地はF1世界選手権以外で開催された年。
- クリーム地は第二次世界大戦前に行われていたヨーロッパ・ドライバーズ選手権[注釈 6]の一戦として開催された年。

1. ↑  1998年はイルモアが製造。
2. ↑  コスワースが製造。

## ドイツグランプリ以外のF1レース
ドイツ国内で実施されながら、別の名称が付与されたレースがある。1国で年内に2回の開催を行ったが、1国1開催の原則等の理由で別の名称を用いた。なお、以下のレースはいずれもニュルブルクリンクで開催されている。

### ヨーロッパグランプリ
1984年、1995-1996年、1999-2007年に開催。レースイベントとして初開催された1984年は当初予定のレースが何らかの理由によって開催されなくなった場合の代替として設けられた。1993年からヨーロッパグランプリは1998年を除き2016年まで継続的に行われてたが、1999年から2007年は連続してニュルブリクリンクで開催された。

### ルクセンブルクグランプリ
1997-1998年に開催。1997年はヨーロッパGPがスペインのヘレスで実施される事となった為に、隣国であるルクセンブルクの名義で実施。1998年も引き続き開催。

### アイフェルグランプリ
2020年に開催。アイフェルはニュルブルクリンクが位置する地方名である。新型コロナウイルス感染症の世界的流行の影響もあったが、ホッケンハイムでの開催の成否によって開催が左右される状況だった。最終的にホッケンハイムでの開催断念に伴い同コースでの開催が決定した。「ホッケンハイムでのドイツGPは中止された」という扱いのため、結果的に2020年シーズンにドイツ国内で行われるのはニュルブルクリンクでのレースのみであるが、ドイツグランプリを名乗らずに開催されることになった。
このレースでルイス・ハミルトンが通算91勝目を挙げ、ミハエル・シューマッハが持つF1最多勝利数に並んだ。

#### アイフェルGPの結果
| 年   | 決勝日   | ラウンド | サーキット                      | 勝者               | コンストラクター | 結果 |
| ---- | -------- | -------- | ------------------------------- | ------------------ | ---------------- | ---- |
| 2020 | 10月11日 | 11       | ニュルブルクリンク （GPコース） | ルイス・ハミルトン | メルセデス       | 詳細 |